# 桂质柏
桂质柏（1900年8月—1979年），曾用名桂竹安，湖北江夏人，中国图书馆学家、目录学家，中国第一个图书馆学博士。曾任南京大学图书馆馆长。

## 生平
1922年毕业于武昌文华大学图书馆学科。1928年毕业于哥伦比亚大学图书馆学专业，获硕士学位。1931年毕业于芝加哥大学图书馆学专业，获博士学位，是中国第一个图书馆学博士。